# Mentuhotep I.
Mentuhotep I., eigentlich Mentuhotepaa (Montuhotep der Ältere), ist der Eigenname (Geburtsname) eines altägyptischen Königs (Pharaos) der 11. Dynastie (Mittleres Reich), welcher etwa von 2137 bis 2133 v. Chr. hauptsächlich in Oberägypten regierte.

## Belege
Mentuhotep I. ist bisher auf keinem zeitgenössischen Denkmal mit Sicherheit belegt und es ist deshalb sogar vermutet worden, dass es sich um einen fiktiven Ahnen der 11. Dynastie handelt.
Auf einer Statue aus dem Heiligtum des Heqaib auf Elephantine, deren Oberteil heute fehlt, wird er von einem Nachfolger als (jt-nTr.w) Vater der Götter bezeichnet. Mit Götter sind die späteren Könige gemeint; wahrscheinlich seine beiden direkten Nachfolger Antef I. und Antef II., die von einigen Forschern aufgrund dieser Inschrift als seine Söhne betrachtet werden. Gerade dieser Titel könnte darauf hinweisen, dass Mentuhotep I. doch kein Pharao war. Ein solcher Titel wurde in der Regel lediglich von nicht-königlichen Ahnherren geführt.

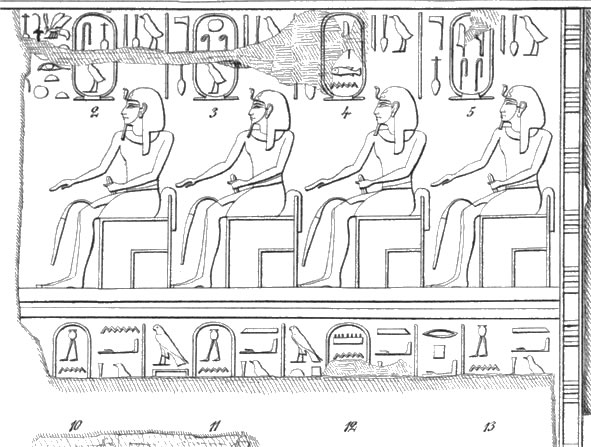
Wand aus dem Tempel von Karnak mit der Abbildung verschiedener Herrscher, darunter Mentuhotep I. (Nr. 12)

## Mögliche Herkunft
Nach der Königsliste von Karnak war Mentuhotep I. eventuell der Nachfolger eines thebanischen Fürsten mit Namen Antef. Diese Königstafel ist jedoch nicht chronologisch geordnet, so dass dies nur als Indiz gewertet werden kann.

## Namen und Bedeutungen
Sein Eigenname lautet übersetzt „Month ist zufrieden“, und sein Beiname auf der Statue in Elephantine meri setjed nebet Abu deutet darauf hin, dass er von der „Herrin von Abu“ (Elephantine) geliebt wurde. Da diese Statue auf Elephantine gefunden wurde, wo diese Göttin verehrt wurde, mag dieser Zusatz nur hier getragen worden sein. Sein Thronname ist unbekannt. Dies gilt jedoch auch für die drei folgenden Könige der 11. Dynastie (Antef I.–III.; Beckerath, 1999). Es erscheint somit als möglich, dass er vielleicht nie einen annahm. Sein Horusname Vorfahr, wurde ihm sicherlich postum verliehen.

## Regentschaft
Eventuell war er lediglich ein thebanischer Fürst, dessen Herrschaftsgebiet vielleicht von Koptos bis zum 1. Katarakt reichte.